# Dario Wünsch
Dario Wünsch, ou "TLO", é um jogador profissional de StarCraft II da Alemanha. TLO é um ex-jogador de Brood War e Supreme Commander que atualmente faz parte do time profissional Team Liquid, sendo conhecido por algumas de suas estratégias.
Ele jogou como Random durante o Beta, mudou para Terran após o lançamento, depois para Zerg durante a BlizzCon 2010. No início de 2011, anunciou o retorno para Random depois de um período de inatividade causado pela síndrome do túnel carpal, mas mudou novamente para Terran em Março de 2011. Recentemente, TLO voltou a jogar de Zerg, iniciando durante o torneio Battle in Berlin.
As táticas de TLO se tornaram muito populares durante a Global StarCraft II League (GSL), quando ele usou ataques nucleares para confundir seus inimigos enquanto atacava a base principal de seus oponentes ou fazendo o exército inimigo se mover para onde ele gostaria.

## Wings of Liberty
Em 13 de Agosto de 2010, foi anunciado que TLO estaria se mudando para a Coreia do Sul com outros membros do Liquid, Nazgul e Jinro, em preparação para a GSL. Eles se hospedaram na casa de treinos do time Old Generations (oGs), com jogadores como Ensnare e TheStC, competindo em eventos Coreanos assim como em eventos online ao redor do mundo. Em 28 de Agosto, TLO se classificou para a GSL Open Season 1. Ele avançaria para o Round of 32 antes de perder para o colega oGsHyperdub por 1x2. A vitória de TLO no primeiro set se tornaria o VoD mais assistido da GomTV, além de lhe garantir o apelido "NostraDario", devido ao uso de um ataque nuclear preemptivo que acabou por destruir muitas unidades inimigas, gerando brincadeiras sobre seus poderes de vidência sobre o posicionamento do exército adversário. TLO ainda se classificou para a GSL Open Season 2, onde enfrentou e perdeu por 1x2 para o ex-jogador de Brood War SangHo, no Round of 64, no que seria sua última partida televisionada como Terran.
Em 22 de Maio de 2011, TLO fez stream de StarCraft II por 24 horas seguidas para arrecadar dinheiro para a associação Médicos sem Fronteiras. A maratona pela caridade, chamada "StarCraft sem Fronteiras", provou ser um grande sucesso, levantando mais de $2487 dólares em propagandas e garantindo-o o apelido "Dr. Dario". O stream desse evento alcançou 26,000 espectadores ao vivo, mais do que o stream da NASL que estava no ar durante o período.
Em 10 de Junho de 2011, TLO anunciou que estaria se afastando do StarCraft II devido à síndrome do túnel carpal que apresentava nas duas mãos. Ele continuou a se envolver com o cenário de e-Sports durante o período, seja narrando partidas ou em outro papel organizacional. Em 18 de Julho, foi anunciado que TLO estava se recuperando bem, e que conseguiu se classificar para as eliminatórias da WCG da Alemanha.